# Lol (estado)
Lol foi um estado do Sudão do Sul com capital em Raga, que existiu entre 2 de outubro de 2015 e 22 de fevereiro de 2020. Ele estava localizado na região de Bar-El-Gazal e fazia fronteira com a República Centro-Africana a oeste, com o Sudão ao norte, Uail Oriental a nordeste, Uail a leste, e Uau a sudeste.
Em 2 de outubro de 2015, o presidente Salva Kiir emitiu um decreto que estabeleceu a criação de 28 novos estados no lugar dos 10 estados constitucionalmente estabelecidos. O decreto estabeleceu os novos estados, em grande parte segundo as linhas étnicas. Uma série de partidos da oposição e grupos civis questionaram a constitucionalidade do decreto. Kiir, então, resolveu levá-la ao parlamento para aprovação como uma emenda constitucional. Em novembro, o parlamento do sul-sudanês aprova a emenda permitindo que o presidente Kiir criasse os novos estados.
Rezik Zechariah Hassan foi nomeado governador em 24 de dezembro.

## Divisão administrativa
O estado de Lol está subdividido em três condados:
| - Raga - Aueil do Norte - Aueil Ocidental |